# Ngưu tất
Ngưu tất, hoài ngưu tất, cỏ xước hai răng, cỏ sướt hai răng (danh pháp hai phần: Achyranthes bidentata) là một loài thực vật thuộc họ Dền, được trồng ở Ấn Độ, Nepal, Trung Quốc, Nhật Bản và Việt Nam. Vị thuốc đông y hoài ngưu tất có tác dụng kháng viêm. Tại Nepal, nước từ củ ngưu tất dùng chữa đau răng. Hạt ngưu tất được dùng thay thế hạt ngũ cốc trong thời kì giáp hạt.

## Hình ảnh

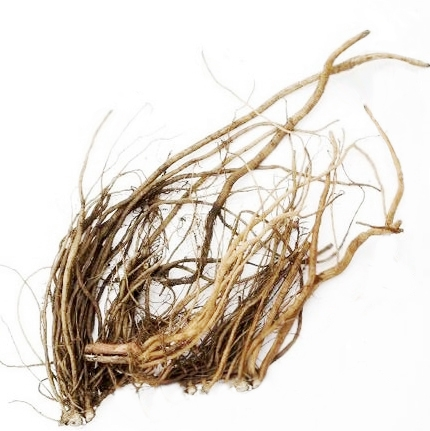
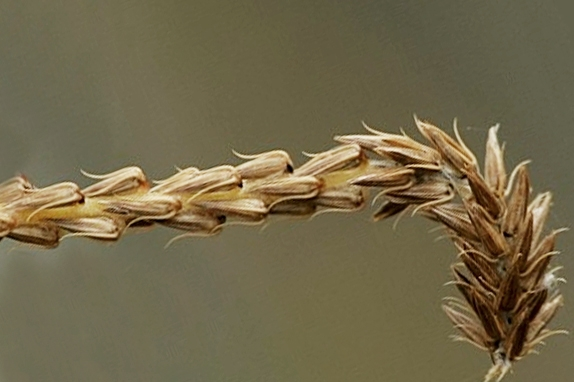
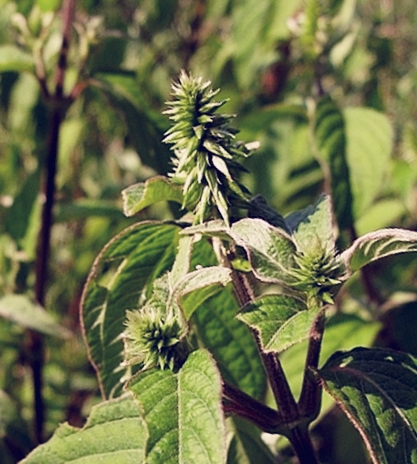

## Mô tả
Cây thân thảo sống nhiều năm, cao 60–110 cm. Thân có 4 cạnh,  phình lên thành các đốt. Lá cây hình trái xoan bầu dục, mọc đối, mép lượn sóng có lông bao phủ, cuống ngắn 1– 3 cm. Hoa mọc ở ngọn hoặc đầu cành, ra vào tháng 5- 9, kết quả vào tháng 10- 11 có hình bầu dục, bên trong chứa 1 hạt hình trụ.

## Thành phần hóa học
Thành phần hóa học chính trong cây ngưu tất bao gồm saponin tritecpenoid (sau khi qua nước thủy phân thành oleanolic acid và đường), genin là acid oleanolic, các sterol ecdysteron, inokosteron, glucoza, polysaccharide, muối kali...Ngoài ra cây ngưu tất còn hàm chứa arginine (Arg), 12 loại amino acid và alkaloids, hợp chất coumarins, và nguyên tố vi lượng sắt, đồng…